# Ourapteryx javana
Ourapteryx javana är en fjärilsart som beskrevs av Thierry-mieg 1903. Ourapteryx javana ingår i släktet Ourapteryx och familjen mätare. Inga underarter finns listade i Catalogue of Life.